# Ratpenades
Ratpenades és un grup català de punk rock rural format a Ponent. El trio aporta ritmes ràpids en què fonen les tres veus en una explosió de sonoritats punk amb una energètica posada en escena on hi tenen cabuda zombis, monstres, circ i planxes de surf.

## Membres
- Karol «Krol»: guitarra i veu[5]
- Virgínia Borràs «Virgi Energy»: baix i veu
- Vero Rosinach: bateria veu

## Discografia
- Pam! Punk! Boom! Lab! (Kasba Music, 2024)[6]